# Платовський Євген Володимирович
Євген Володимирович Платовський (нар. 3 квітня 1956, село Дмитрівка, тепер Вознесенського району Миколаївської області) — український діяч, директор радгоспу «Восход» Вознесенського району Миколаївської області. Народний депутат України 2-го скликання.

## Біографія
Народився у селянській родині. У 1972 році закінчив Білоусівську середню школу Миколаївської області.
У 1972—1974 роках — різнороб колгоспу імені Тимірязєва Миколаївської області.
У 1974—1976 роках — служба в Радянській армії.
У 1976—1979 роках — водій АТП-14661 Миколаївської області.
У 1979—1983 роках — електрокарник, агроном, головний агроном Вознесенського консервного заводу Миколаївської області.
У 1983—1986 роках — заступник голови колгоспу імені Димитрова Вознесенського району Миколаївської області.
Закінчив заочно Уманський сільськогосподарський інститут, вчений агроном.
З 1986 року — директор радгоспу «Восход» Вознесенського району Миколаївської області.
Член Селянської партії України.
Народний депутат України 2-го демократичного скликання з .04.1994 (2-й тур) до .04.1998, Вознесенський виборчий округ № 288, Миколаївська область. Член Комітету з питань АПК, земельних ресурсів і соціального розвитку села. Член депутатської фракції АПУ (до цього — депутатської групи «Відродження та розвиток агропромислового комплексу України», до цього — депутатської групи «Аграрники України»).
Член Аграрної партії України.

## Нагороди та відзнаки
- орден «За заслуги» III ступеня (.11.1997)[1]